# Tor Fuglset
Tor Fuglset (Molde, 23 april 1951) is een Noors voormalig voetballer die als middenvelder speelde.
Fuglset begon bij Molde FK en kwam via Odda IL in 1969 bij Frederikstad FK. Na een periode bij FK Lyn kwam hij in het seizoen 1972/73 in Nederland bij FC Den Haag waar hij zijn loopbaan besloot. In 1979 maakte hij een comeback bij Molde. Fuglset speelde acht wedstrijden voor het Noors voetbalelftal waarbij hij twee doelpunten maakte. Ook zijn oudere broer Jan was voetballer.